# Казе Нуове (Витербо)
Казе Нуове је насеље у Италији у округу Витербо, региону Лацио.
Према процени из 2011. у насељу је живело 92 становника. Насеље се налази на надморској висини од 294 м.